# 奥山玲子
奥山 玲子（おくやま れいこ、1936年10月26日 - 2007年5月6日）は、日本のアニメーター、キャラクターデザイナー、版画作家である。別名、おくやま れいこ。

## 経歴・人物
宮城県仙台市にて出生。小学生高学年ですでに大人の文学を読み、中学生にかけての時期には兄弟を役者にして、ストーリーと衣装を自作した舞台を毎年2回自宅で開いていた。
宮城学院中学校・高等学校から東北大学教育学部に進学。日本の敗戦で社会の価値観が変わったことから大人に対して反抗的な態度を取るようになり、高校でも変わらなかったという。東北大学への進学は父親の意向だった。
大学卒業後、上京。上京の経緯について、雑誌『週刊文春』1963年7月22日号をデジタル化した文春アーカイブスでは「外国語大学への入学を目指した」としているが、叶精二は「どうしても教員になる気にはなれず、家出同然」だったと著述しており、ニュースサイト「リアルサウンド」の記事でも「家出同然で上京」と記述されている。東映動画への入社の経緯についても、文春アーカイブスでは「もともと絵を描くのが好きだったことから受験までのアルバイトとして新聞の募集広告に応募した」としているが、叶は勤務先のデザイン会社の給与遅配に困っていた折に叔父から紹介された東映動画の募集を「童画」と勘違いして応募したという本人の述懐を自著に収録しており、夫の小田部羊一も雑誌『FRIDAY』のインタビューで「東北大学の頃から油絵を描いてはいたみたいです。とにかく『仙台から出て東京で自立するんだ！』って。そんなとき、たまたま映画撮影所と関係のあった親戚から東映動画の募集を教えてもらって。それを本人は「動画」を「童画」と間違えたんですよ。絵本とかの仕事ができると思ったみたい。」と述懐している。技術を身に着けて面白くなったことで受験を取りやめ、1957年に東映動画に入社。叶の著書では、1957年11月16日に「臨時採用」で入社したとしている。奥山の後年の回想では、当時臨時採用者は定期採用者に対して大きな給与格差を付けられ、定期採用者が軽いノルマで定時で帰る傍で臨時採用者は残業を重ねる日常だった。さらに女性に対しては原画への昇格や結婚後の勤務を認めないような風潮があり、奥山は結婚出産後も仕事をすることを決意したという。
長編第1作目となる『白蛇伝』に動画として参加。これ以後東映動画制作の数々のアニメーション映画作品に携わる。『少年猿飛佐助』で第二原画、『安寿と厨子王丸』で原画補を務め、『シンドバッドの冒険』で原画に昇格した。
この間の1963年7月7日には同僚だった小田部と結婚（挙式は同年7月7日に国際基督教大学で開催）。労働組合結成に際しては、「差別と闘う」ことを目標としていた奥山は積極的に関与し、結成後は執行委員となった。
テレビアニメーション作品にも草創期から積極的に関わり、『狼少年ケン』、『魔法使いサリー』、『ひみつのアッコちゃん』（いずれも日本教育テレビ）で作画監督を務めた。この時期、出産休暇を取って復帰した奥山に、会社は契約社員となる提案をしたが奥山が拒否したところ、夫の小田部が（保育所送迎に使う運転免許取得のため）勤務時間中に自動車運転教習所に通ったことを問題視し、解雇通告する事態に発展した。奥山は組合の支援も求め、最終的に降格減給処分で決着した。組合ではこの事件を「小田部問題」と呼んだ。
奥山が在籍した東映動画は創立初期から労働争議が絶えず、東映本社では社長の大川博が1971年に逝去し、岡田茂が大川の後任として社長に就任すると、赤字の膨らむ東映動画は激しい合理化にさらされた。奥山は従業員の先頭に立って経営陣と激しく対立し、合理化阻止で戦いを挑んだ剛の人でもあった。争議に関して和解が成立し、指名解雇者が復帰したことで「区切りが付いた」と、1976年3月31日付で東映動画を退職した。
この間の1973年、「北川玲子」の名義で旧虫プロダクション最後の劇場アニメとなった『哀しみのベラドンナ』に原画として参加している。その理由について、自身の志向と東映の作風にずっと違和感を覚えており、虫プロの「大人向けの作品」に羨望を覚え「大人っぽくて毛色の違う作品だから、やってもいいかなと思った」と述べている。
東映動画を退職した後、日本アニメーションへ移り、『世界名作劇場』（フジテレビジョン）第2作の『母をたずねて三千里』で作画監督補佐を担当。作画監督補佐に入ったのは、登場人物の多さと主人公・マルコの「悲惨な状況」に肉体的・精神的な限界を感じた小田部（作画監督・キャラクターデザイン）からの要請であった。職場の多忙さから、奥山は子どもの面倒を見られるよう、自動車運転免許を取得している。このあと、日本アニメーションを退き、フリーとなる。
フリーとなった後は、小田部と共同の筆名「あんていろーぷ」名義で『龍の子太郎』（東映）などを手掛けた。
1985年からは東京デザイナー学院アニメーション科の講師を務める。
1990年代以後は銅版画作家としても活動し、銅版画によるアニメーション映画『連句アニメーション 冬の日 松尾芭蕉七部集より』（2003年 IMAGICAエンタテインメント）では絵コンテとアニメーション銅版画を担当した。
2007年5月6日に肺炎により死去。70歳没。訃報は本人の希望により約半年後に伝えられた。
2010年3月には、日本のアニメ史において1960年代から1970年代初頭を彩った東映動画の長編劇場アニメにて作画の中心的な役割を担った功績に対し、小田部とともに「東京国際アニメフェア2010」にて東京アニメアワード第6回功労賞が贈られた。
銅版画作品を含む『奥山玲子画集 アニメーションと銅版画』がアニドウ・フィルムより2019年8月に刊行された。
夫の小田部羊一がアニメーション時代考証を担当した2019年度上半期放送のNHK連続テレビ小説『なつぞら』のヒロイン奥原なつは、亡妻の奥山がヒントになったと小田部は語っている。

## 作品

### 劇場アニメ
- 白蛇伝（1958年10月22日、東映） - 動画[2][3][5][6][9][10][34]
- 少年猿飛佐助（1959年12月25日、東映） - 動画
- 西遊記（1960年8月14日、東映） - 動画
- 安寿と厨子王丸（1961年7月19日、東映） - 動画
- アラビアンナイト シンドバッドの冒険（1962年6月16日、東映） - 原画
- わんぱく王子の大蛇退治（1963年3月24日、東映） - 原画[3][5][6]
- わんわん忠臣蔵（1963年12月21日、東映） - 原画
- 魔法使いサリー（1968年7月21日、東映） - 作画監督
- 太陽の王子 ホルスの大冒険（1968年7月21日、東映） - 原画[3][5][6][25][34]
- 長靴をはいた猫（1969年3月18日、東映） - 原画
- 空飛ぶゆうれい船（1969年7月20日、東映） - 原画
- 海底3万マイル（1970年7月19日、東映） - 作画監督[9][10][注 5]、原画
- どうぶつ宝島（1971年3月20日、東映） - 原画
- 哀しみのベラドンナ（1973年6月30日、日本ヘラルド/虫プロダクション） - 原画（北川玲子名義）[27]
- マジンガーZ対デビルマン（1973年7月18日、東映） - 原画[5][6][35]
- マジンガーZ対暗黒大将軍（1974年7月25日、東映） - 原画[5][6][35]
- アンデルセン童話 にんぎょ姫（1975年3月21日、東映） - 作画監督[3][5][6][9][10][25][34][36]
- 宇宙円盤大戦争（1975年7月26日、東映） - 原画
- 龍の子太郎（1979年3月17日、東映） - キャラクターデザイン・作画監督[5][6]
- じゃりン子チエ（1981年4月11日、東宝） - 原画
- 火垂るの墓（1988年4月16日、東宝） - 原画[5][6][34]
- ちびまる子ちゃん (映画)（1991年、東宝） - 原画
- 注文の多い料理店（1993年8月3日、ヘラルド/ヘラルド・エース） - 原画[3][5][6]
- 連句アニメーション 冬の日 松尾芭蕉七部集より 初裏五句（2003年12月13日、IMAGICAエンタテインメント） - 絵コンテ[3][5][6]、アニメーション/銅版画（小田部羊一と共同）

### テレビアニメ
- 狼少年ケン（1963年 - 1965年） - 作画監督
- ハッスルパンチ（1965年 - 1966年） - #6 #12 #19 作画監督（#19は小田部玲子名義）
- 魔法使いサリー（第1期、1966年 - 1968年） - #77 #80 作画監督[25]
- ひみつのアッコちゃん（第1期、1969年 - 1970年） - #44 #61 作画監督[25]
- さるとびエッちゃん（1971年 - 1972年） - 原画
- マジンガーZ（1973年 - 1974年） - #20 #22 #75 原画（#20 #22は小田部玲子名義）#69 作画監督[37]
- ミクロイドS（1973年） - 作画監督
- 母をたずねて三千里（1976年） - 作画監督補佐[5][6][9][10][34]
- あしたへアタック！（1977年） - キャラクターデザイン
- まんが日本絵巻（1978年） - 作画監督

### その他
- 世界名作童話 まんがシリーズ（1975年） - 作画監督[38]
  - ヘンゼルとグレーテル
  - 白鳥の王子

## 出演

### 映画
- 冬の日の詩人たち（2003年12月13日、IMAGICAエンタテインメント）[注 6]

## 著書

### 画集
- 奥山玲子銅版画集（2019年9月20日、アニドウ・フィルム）
- 奥山玲子アニメーション画集（2019年10月20日、アニドウ・フィルム）

### 児童書
- サンタのおいもやさん（1979年11月、太平出版社、ISBN 978-4-8031-0007-5） - 絵[注 7]
- おかしえんのごろんたん（1980年2月、太平出版社、ISBN 978-4-8031-0024-2） - 作・絵[注 7][注 8]
- 赤ずきんちゃん（1981年12月、朝日ソノラマ、ISBN 978-4-257-83009-2） - 絵[注 7]
- にんぎょひめ（1982年3月、朝日ソノラマ、ISBN 978-4-257-83015-3）- 絵[注 7]
- こびと町チョコレートどおり（1983年2月、太平出版社、ISBN 978-4-8031-0218-5） - 絵[注 7]

### 紙芝居
- キツネとタンバリン（1980年、教育画劇） - 画[注 7]
- きつねのおきゃくさま（1981年、教育画劇） - 画[注 7]
- かぜひきこだぬき（1983年、教育画劇） - 画[注 7]
- ミミとおつきさま（1984年、教育画劇） - 画[注 7]
- おばあさんとあひるたち（1985年、教育画劇、ISBN 978-4-87692-366-3） - 画[注 7]
- もりのねむりひめ グリム童話より（1987年、教育画劇、ISBN 978-4-87692-820-0） - 作画[注 7]

### 共著
- 北沢澪（詩）、奥山玲子（画）『墓標 詩画集』（1968年10月、文芸社）[注 9]

## 関連文献
- 小田部羊一、藤田健次『漫画映画漂流記 おしどりアニメーター奥山玲子と小田部羊一』講談社、2019年9月4日、ISBN 978-4-06-517190-5（雑誌『FRIDAY』での小田部に対するインタビューを書籍化したもの）